# لورانس سارغنت هال
لورانس سارغنت هال (بالإنجليزية: Lawrence Sargent Hall)‏ (23 أبريل 1915 - 28 أكتوبر 1993)؛ روائي أمريكي. درس في كلية بودوين.